# Cascada de pagos
Se denomina cascada de pagos o pago en cascada a un método para liberar deudas.

## Método
Consiste en ir pagando las deudas contraídas en un orden concreto, comenzando siempre por aquella de menor cuantía. Con el dinero que se libera con esta operación, se financia la siguiente más pequeña, y así sucesivamente.

## Ventajas
La ventaja más evidente es que constituye un círculo virtuoso, ya que a medida que se liberan las deudas más pequeñas, es posible eliminar las deudas de mayor cuantía. Además, el hecho de ver prontamente eliminada la primera deuda puede suponer un estímulo.